# Kościół San Teodoro w Pawii
Kościół San Teodoro – rzymskokatolicki kościół w Pawii pod wezwaniem św. Teodora z tegoż miasta. Jest kościołem parafialnym parafii San Teodoro. Administracyjnie należy do diecezji Pawii.
Jest miejscem przechowywania relikwii św. Teodora z Pawii.

## Historia

### Pierwotny kościół
Na miejscu obecnej świątyni znajdował się pierwotnie kościół pod wezwaniem św. Agnieszki (Sant’Agnese). Został on założony przypuszczalnie w połowie VIII wieku i związany był z działalnością Teodora, biskupa Pawii w latach 742–753, pochowanego po śmierci w jego murach. Na temat tej świątyni nic bliższego nie wiadomo.

### Obecny kościół
Obecny kościół w stylu romańskim został zbudowany w drugiej połowie XII wieku na miejscu kościoła Sant’Agnese. Jego wzniesienie było przypuszczalnie podyktowane potrzebą zachowania w nim szczątków św. Teodora. Szczątki świętego zostały przeniesione prawdopodobnie z kościoła San Giovanni in Borgo i złożone w poświęconej mu krypcie, zrealizowanej podczas budowy nowego kościoła. W połowie XVI wieku zbudowano kampanilę i latarnię nad tyburium. Wewnątrz dodano poprzeczne łuki wzmacniające sklepienia, które uległy odkształceniu ze względu na nierówność podtrzymujących je elementów. Pod koniec XVII wieku wnętrze przebudowano w stylu barokowym prezbiterium, a na początku XVIII wieku przeprowadzono prace wzmacniające konstrukcję krypty. W latach 1887 i 1909 wykonano prace mające na celu usunięcie XV–XVII-wiecznych naleciałości i przywrócenie przypuszczalnego, pierwotnego stanu obiektu.

## Architektura
Kościół jest położony w południowo-zachodnim narożniku miasta, na pochyłym terenie, opadającym w kierunku rzeki Ticino.

### Apsydy
Kościół został zbudowany jako trzynawowa, trzyprzęsłowa bazylika z trzema apsydami, z których środkowa jest dłuższa od bocznych. Ich ściany wykonano z dwukolorowego ciosu. Półokrągłą ścianę apsydy środkowej przebito trzema monoforiami. Wszystkie apsydy zostały w swych górnych partiach udekorowane fryzem arkadkowym.

### Korpus nawowy
Ściany boczne korpusu nawowego zostały rozczłonkowane pilastrami, podobnymi do tych z fasady. Również portal, umieszczony w lewej ścianie, przypomina ten z fasady. Nawy zostały przekryte sklepieniami krzyżowymi wspartymi na filarach typu romańskiego. Przecina je tzw. fałszywy transept, widoczny na zewnątrz jako konstrukcja wyższa od nich, natomiast w rzucie poziomym wychodząca tylko nieznacznie poza obrys ścian. Taki typ transeptu został przypuszczalnie zaczerpnięty z kościołów San Pietro in Ciel d’Oro i Santa Maria del Popolo. Transept wewnątrz przekrywa sklepienie kolebkowe. Na skrzyżowaniu naw wznosi się ośmioboczne tyburium zwieńczone latarnią, której ściany przepruto biforiami. Do południowego boku świątyni przylega kampanila oraz zakrystia.

### Fasada
Charakterystyczna, dwuspadowa fasada, podzielona pionowo na trzy części pilastrami i zwieńczona loggią, jest jednym z przykładów bogactwa sztuki romańskiej w Pawii w XII wieku. Jej dzisiejszy wygląd jest efektem XX-wiecznej restauracji. Nad portalem, zwieńczonym półkolistym tympanonem, znajduje się centralne triforium, flankowane dwoma biforiami, a powyżej nich – okno środkowe w kształcie krzyża greckiego, flankowane dwoma oculusami.

## Wnętrze

### Prezbiterium
Prezbiterium jest podwyższone w stosunku do nawy. Jego obecny wygląd jest efektem prac restauracyjnych z 1903 roku. Na neoklasycystycznym ołtarzu głównym, zrealizowanym w ciągu trzech pierwszych dekad XIX wieku, znajdują się dwa boczne medaliony ukazujące świętych biskupów: Syrusa i Epifaniusza. Po obu stronach mensy ołtarzowej umieszczono dwa obrazy ze scenami z życia świętego Teodora, przypisywane Mistrzowi Scen Świętej Agnieszki. Na sklepieniu apsydy widnieje, namalowana w 1924 przez Antonia Villę z Pawii, Trójca Święta w otoczeniu biskupów i świętych. Wśród tych ostatnich znajduje się św. Teodor z modelem kościoła. Po lewej stronie prezbiterium stoi, datowana na XIII–XIV wiek, marmurowa rzeźba św. Teodora z modelem miasta.

### Krypta
Znajdująca się pod prezbiterium krypta ma sklepienie krzyżowe. Kolumny dzielą ją na siedem niewielkich naw. Kolumny i ich kapitele pokrywają wzory geometryczne lub motywy roślinne i zwierzęce, charakterystyczne dla sztuki romańskiej. Na lewej ścianie znajduje się tablica z 1524 roku, wykonana dla upamiętnienia Giovanniego Luchino Cortiego i wspieranych przez niego prac konserwatorskich. W krypcie znajduje się wykonany z piaskowca grobowiec, udekorowany żłobionymi pilastrami, belkami pokrytymi kimationem z motywami muszli oraz inskrypcją, flankowaną dwoma geniuszami.

### Nawy i transept

#### Mozaiki na posadzce
W posadzce w pierwszym przęśle prawej nawy, podczas prac wykonanych w 1998 roku w trakcie instalacji systemu ogrzewania, odkryto fragment mozaiki, przedstawiającej sceny otoczone motywami dekoracyjnymi i ikonograficznymi typowymi dla sztuki romańskiej. Widoczny jest tam mężczyzna z nagim torsem, satyr, chrześcijanin uzbrojony w tarczę i miecz, walczący z lwem oraz kilka ozdobnych meandrów.

#### Widok Pawii
Z fresków zdobiących wnętrze najbardziej znany jest, widoczny w lewej nawie, Widok Pavii pędzla Bernardina Lanzaniego z 1522 roku, przedstawiający miasto podczas wojny między Hiszpanami a Francuzami. W górnej części, na chmurach ukazani zostali: Bóg Ojciec oraz święci patroni miasta: Syrus, Augustyn i Teodor. W dolnej części, na pierwszym planie, rozciąga się szeroki pejzaż z miastem, zamkiem Viscontich z parkiem, natomiast w tle widoczny jest łańcuch Alp. Fresk ten jest najstarszym widokiem Pawii.

#### Sceny z życia św. Agnieszki
W prawym transepcie znajduje się cykl fresków z 1514 roku, zrealizowany przez malarza, zbliżonego warsztatowo do Bramantina, przedstawiający sceny z życia św. Agnieszki. Narracja ikonograficzna rozpoczyna się od syna prefekta, który zakochuje się w przyszłej świętej, poprzez jej odmowę złożenia hołdu bożkom, publiczne jej ukaranie, cuda podczas tortur, którym była poddawana i ostatecznie skazanie jej na śmierć poprzez spalenie na stosie.

#### Sceny z życia św. Teodora
Na północnej ścianie transeptu znajdują się Sceny z życia św. Teodora, namalowane w 1514 roku. Cykl został podzielony na 12 kwadratowych pól, ułożonych w trzech rzędach i uzupełniony 4 scenami namalowanymi na bocznych łukach. Sceny główne przypisuje się malarzowi zbliżonemu stylem do Bernardina Lanzaniego, natomiast  sceny boczne – autorowi Scen z życia św. Agnieszki. Program ikonograficzny rozpoczyna wybór Teodora na biskupa Pawii, zatwierdzenie go na tym stanowisku przez papieża, oblężenie Pawii przez wojska Karola Wielkiego, cudowne czyny dokonane przez Teodora w trakcie tych zmagań i sceny finałowe, obejmujące jego śmierć i pogrzeb z udziałem  papieża.

#### Pozostałe dzieła sztuki
W prawej nawie znajduje się tryptyk Wniebowstąpienie, pędzla Bernardina Lanzaniego z 1513 roku. Filary naw bocznych oraz fasadę krypty zdobią freski wotywne z XII-XIII wieku z widocznymi wpływami bizantyńskimi. Malowidła na filarach nawy głównej noszą ślady dymu, pochodzącego od świec, umieszczonych przypuszczalnie na niewielkich, drewnianych ołtarzach, przymocowanych do pilastrów.